# 一个中心、两个基本点
“一个中心、两个基本点”是中國共產黨第十三次全國代表大會提出的党在“社会主义初级阶段”的基本路线的核心，是指以经济建设为中心，坚持四项基本原则，坚持改革开放。
在中共十三大上，中共中央总书记赵紫阳作了题为《沿着有中国特色的社会主义道路前进》的报告，阐述了社会主义初级阶段理论，提出在社会主义初级阶段党的基本路线是“一个中心、两个基本点”。
中共十五大报告把坚持“两个基本点”即坚持四项基本原则和坚持改革开放，分别概括为立国之本、强国之路，中共十七大报告又把坚持“一个中心”概括为兴国之要。因此以经济建设为中心被解释为兴国之要，四项基本原则被解释为立国之本，改革开放被解释为强国之路。
2014年10月召开的十八届四中全会，闭幕后发布的公报在“马克思列宁主义、毛泽东思想、邓小平理论、三个代表重要思想和科学发展观”后面添加了“深入贯彻习近平总书记系列重要讲话精神”的表述。
该指导思想被佤邦联合党模仿。